# 뉴코크
뉴코크(영어: New Coke)는 1985년 4월 코카콜라 컴퍼니에서 출시한 새로운 콜라이다. 1990년에 콜라 II로 이름이 바뀌었고, 2002년 7월에 단종되었다.
1980년대가 되자 코카콜라는 경쟁사인 펩시에게 처음으로 시장 점유율 1위 자리를 내어주게 되었다. 이때 펩시는 당대 최고의 슈퍼스타 마이클 잭슨을 광고 모델로 섭외하였고 '펩시 챌린지' 블라인드 테스트로 인해 소비자들은 경쟁 제품인 펩시콜라의 맛을 더 선호하게 되었다. 이에 위기를 느낀 코카콜라는 기존의 레시피를 바꾸는 파격적인 조치를 시행하고 1985년 뉴코크를 출시했다. 그러나 새로운 레시피로 출시된 뉴코크를 본 미국인들의 반응은 부정적이었고, 뉴코크는 코카콜라의 대실패작으로 여겨졌다.
코카콜라 컴퍼니는 약 3개월 만에 "코카콜라 클래식"이라는 이름으로 기존의 콜라를 재생산하기 시작하였고, 그 결과 상당한 매출 증가를 일으켰다. 이 때문에 일각에서는 뉴코크가 오리지널 코카콜라 판매를 자극하기 위한 계략이었다는 추측이 있으나, 코카콜라 컴퍼니 측은 이를 극구 부인했다.

## 같이 보기
- 코카콜라 컴퍼니의 제품 목록